# Daniel Silva (cyclisme)
Pour les articles homonymes, voir Daniel Silva (homonymie) et Silva.
Moreira Silva est un nom portugais ; le premier nom de famille (d'usage facultatif) est Moreira et le second est Silva.
Daniel Eduardo Moreira Silva, né le 8 juin 1985 à Trofa, est un coureur cycliste portugais.

## Biographie
En 2009, il remporte le classement final du Grand Prix Liberty Seguros, qui ne figure pas au calendrier de l'UCI cette année-là. Sa première victoire arrive quatre ans plus tard lorsqu'il gagne la première étape du Tour de l'Alentejo. Il perd le maillot de leader le lendemain au profit de Jasper Stuyven. Il perd la tête du classement de la montagne dans la dernière étape, Karel Hník le devance de deux points. Trois mois plus tard, il termine quatrième du championnat national du contre la montre, où Rui Costa est plus d'une minute et demie plus rapide. En 2016, Silva termine sur le podium trois des dix étapes du Tour du Portugal, ce qui lui permet de prendre la troisième place au classement final.
En 2017, il rejoint l'équipe brésilienne Soul Brasil, qui, en raison d'une suspension, n'est autorisée à participer à des compétitions internationales qu'à la mi-février. À la fin de mai, avant que sa première course n'ait eu lieu, son contrat est résilié. Le 4 janvier 2018, il est suspendu rétroactivement après avoir été contrôlé positif en mai 2016. Il est suspendu deux ans pour un acte de négligence, lors de l'utilisation d'un supplément dont la composition pourrait être contaminée. En mai 2018, sa suspension prend fin et il rejoint son ancienne équipe Rádio Popular-Boavista.

## Palmarès
- 2009
  - Classement général du Grand Prix Liberty Seguros
- 2011
  - 2e du Circuito de São Bernardo
- 2013
  - 1re étape du Tour de l'Alentejo
- 2014
  - Grand Prix de Mortágua
- 2016
  - 3e du Tour du Portugal
- 2019
  - Grand Prix de Mortágua

## Classements mondiaux
| Année           | 2010 | 2011   | 2012 | 2013 | 2014 | 2015 | 2016 | 2017 | 2018   |
| --------------- | ---- | ------ | ---- | ---- | ---- | ---- | ---- | ---- | ------ |
| UCI Europe Tour | 962e | 1 044e | 430e | 400e | nc   | 911e | 368e |      | 1 370e |